# Comité van de secretarissen-generaal
Het Comité van de secretarissen-generaal was de hoogste Belgische bestuurlijke macht tijdens de Duitse militaire bezetting tussen juni 1940 en juli 1944. Het werd ingesteld door de wet van 10 mei 1940 betreffende overdracht van bevoegdheid in oorlogstijd. De secretarissen-generaal sloten op 12 juni 1940 een samenwerkingsprotocol af met het Duitse militaire bestuur. 

## Achtergrond
Tijdens de oorlog stelde de Duitse bezetter België onder het militair bestuur (Militärverwaltung) van Militärbefehlshaber generaal Alexander von Falkenhausen. Generaal Eggert Reeder werd zijn adjunct als hoofd van de militaire administratie in België (Militärverwaltungschef). Hun belangrijkste opdracht bestond erin de rust te bewaren. Daarom trachtte het militaire bestuur zo goed mogelijk samen te werken met de bestaande instellingen. 
Omdat de mogelijkheid bestond dat de regering het land zou moeten verlaten (wat ook werkelijk gebeurde door het vertrek naar Frankrijk en vervolgens naar Londen om als een regering in ballingschap te functioneren), werden de ministeriële bevoegdheden bij besluitwet van 10 mei 1940 overgedragen op de secretarissen-generaal van de ministeries. Het bestuur van de secretarissen-generaal gebeurde, onder de bezetting, met goedkeuring van de Militärverwaltung, die op 12 juni 1940 daartoe een protocol met hen afsloot. De ambtenaren verbonden zich ertoe de Duitse verordeningen als Belgische wetten uit te voeren. De Duitsers beloofden om hen de nodige autonomie te geven bij het bestuur en hun nationale gevoelens te eerbiedigen. In de praktijk konden de secretarissen-generaal echter geen wettelijke voorschriften uitvaardigen of benoemingen te beslissen, zonder voorafgaande goedkeuring door de Duitsers.

## Samenstelling
In de meidagen van 1940 waren veel Belgische ambtenaren, op bevel van hun oversten, de regering naar Frankrijk gevolgd, of eventueel gevlucht. Na de capitulatie van Frankrijk in juli kwamen ze, met de goedkeuring of zelfs op bevel van die regering, naar België terug. De Duitse bezetter keek scherp toe op de tuchtmaatregelen die werden genomen tegen ambtenaren die niet op hun post (dit wilde volgens hem zeggen in België) waren gebleven. Dat was in het bijzonder het geval voor de vijf secretarissen-generaal die begin juli terugkeerden, met name Castiau (Verkeerswezen), Ernst de Bunswyck (Justitie), De Winter (Landbouw), Mathieu (Volksgezondheid) en Snoy (Economische Zaken). Omdat ze ook door de publieke opinie als postverlaters werden beschouwd, werden ze aanvankelijk door de secretarissen-generaal die in België waren gebleven niet opnieuw toegelaten tot hun functie. Men wenste eerst hun gedrag in Frankrijk na te gaan en hiertoe werd een speciale onderzoekscommissie opgericht. Die maakte geen bezwaar tegen de re-integratie van de vijf. 
Reeder liet echter weten dat geen enkele secretaris-generaal in functie zou kunnen hersteld worden zonder de toestemming van Von Falkenhausen. De Winter mocht als eerste zijn functie opnieuw opnemen en zitting nemen in het Comité (26 juli 1940). Het Duitse antwoord voor de andere vier kwam pas op 1 augustus. Toen besliste de Duitse overheid om sommige departementen te hergroeperen, drie secretarissen-generaal te verwijderen en Victor Leemans te benoemen als vervanger van de ontslagen secretaris-generaal voor Economische Zaken, baron Jean-Charles Snoy. Men had geen bezwaren tegen de re-integratie van Castiau en Ernst de Bunswyck (sinds 2 augustus mee opgenomen in het Comité). Mathieu en Snoy werden aan de dijk gezet. Daarenboven moest Delhaye, die in België gebleven was, na korte tijd zijn ambt verlaten. Zijn departement werd opgesplitst: voedselvoorziening verhuisde naar Landbouw en Volksgezondheid naar Binnenlandse zaken. Er werd een commissariaat voor prijzen en lonen opgericht dat men toevertrouwde aan Verwilghen. 
De secretaris-generaal van Buitenlandse Zaken, Fernand Vanlangenhove, was in Portugal gebleven. Directeur-generaal Costermans was door minister Spaak als geaccrediteerde secretaris-generaal voor het departement naar België teruggestuurd. Buitenlandse handel en deviezen werden begin oktober 1940 losgemaakt van Buitenlandse Zaken en bij Economische Zaken gevoegd. Op 29 oktober besliste de Duitse bezetter dat Buitenlandse Zaken niet gehandhaafd werd als zelfstandig departement.

### Arbeid en Sociale Voorzorg
- Karel Verwilghen (1883-1979) was secretaris-generaal van Arbeid, als lid van het Comité van secretarissen-generaal, vanaf 16 mei 1940. Werd op 29 juni 1940 ook benoemd tot commissaris-generaal van het nieuw opgerichte Commissariaat voor ’s Lands Wederopbouw. Hij nam ontslag op 20 maart 1942.
- Jean De Voghel werd secretaris-generaal ter vervanging van Verwilghen van 3 april 1942 tot 22 mei 1942.
- J. Vervaeck vervulde de functie van mei 1942 tot aan het ambtsverbod hem opgelegd op 27 november 1942.
- L. Bisqueret was de nieuwe opvolger van  4 december 1942 tot aan zijn ambtsverbod op 18 februari 1943.
- A. Olbrechts was de volgende secretaris-generaal van Arbeid van 26 februari 1943 tot aan zijn ambtsverbod op 25 februari 1944.
- J. Nys ten slotte was secretaris-generaal van 1 maart 1944 tot aan de bevrijding op 5 september 1944.

### Binnenlandse Zaken
- Jean-François Vossen (1893-1974). Vanaf 16 mei 1940. Nam gedwongen ontslag in februari 1941. Na de bevrijding werd hij korte tijd in zijn functie hersteld.
  - Biebuyck, directeur generaal, verving hem in september 1940 wegens ziekte.
  - Henri Adam verving hem tussen november 1940 en februari 1941 regelmatig wegens ziekte. Adam nam samen met Vossen ontslag in februari 1941.
- Bajard was waarnemend secretaris-generaal van 5 tot 21 maart 1941.
- Willem Libbrecht verving vanaf 27 maart Bajard tot hijzelf zeven dagen later in april 1941 definitief werd vervangen door Gerard Romsée.
- Gérard Romsée (VNV), vanaf 4 april 1941 tot 1 september 1944. Na de oorlog werd hij veroordeeld tot de doodstraf, maar deze werd omgezet in levenslange opsluiting. Uiteindelijk zat hij zes jaar van zijn straf uit.

### Economische Zaken en middenstand
- Victor Leemans, op 12 augustus 1940 benoemd tot secretaris-generaal voor Economische Zaken en middenstand in vervanging van Jean-Charles Snoy et d'Oppuers die na zijn terugkeer in juli 1940 uit Frankrijk zijn functie niet mocht hervatten. Leemans bleef in functie tot aan de Bevrijding. Hij werd na de oorlog CVP-senator. 
  - Gustave Raven verving Baron Snoy als waarnemend secretaris-generaal voor Economische Zaken vanaf 16 mei 1940 tot hij in augustus vervangen werd door Victor Leemans.

### Financiën
- Oscar Plisnier (1885-1952). Vanaf 16 mei 1940. In functie tot 5 september 1944.

### Justitie
- Baron Antoine Ernst de Bunswyck (1874-1943 ). In augustus 1940 hersteld in zijn functie en opgenomen in het Comité. De Bunswyck werd door de Duitsers ambtsverbod opgelegd op 31 december 1940.
  - Vanaf 16 mei 1940 tot aan de wederaanstelling van de Bunswyck op 1 augustus 1940 was Jean Hubrecht dienstdoend secretaris-generaal.
- E. Wauters verving Bunswyck na diens ontslag (pensionering) van 3 februari 1941 tot 31 maart 1941.
- Georges (Gaston) Schuind. Vanaf april 1941. Schuind werd door de bezetter tot ontslag gedwongen op 17 september 1943. Na de oorlog werd hij door de militaire rechtbank veroordeeld wegens politieke collaboratie. Hij kreeg vijf jaar hechtenis.
- Robert de Foy (1893-1959). Aangesteld na het ambtsverbod van Schuind op 1 oktober 1943. Hij bleef secretaris-generaal tot 5 september 1944. De Foy werd na de oorlog buiten vervolging gesteld.

### Koloniën
- Edouard De Jonghe (1878-1950). Was vanaf juli-augustus 1940 dienstdoend secretaris-generaal voor Koloniën tot aan de benoeming van Van Hecke in april 1941.
- M.Van Hecke. aangesteld in april 1941. Werd in augustus 1943 ontzet uit zijn ambt.
- Marcel Van den Abeele, directeur-generaal, werd in augustus 1943 waarnemend secretaris-generaal voor Koloniën in vervanging van Van Hecke, tot aan het einde van de bezetting.

### Landbouw en voedselvoorziening
- Emiel De Winter (1902-1985). In juli 1940 hersteld in zijn functie en opgenomen in het Comité tot 5 september 1944. De Winter werd na de oorlog CVP-senator.
  - H. Van Orshoven, directeur-generaal, verving De Winter van 16 mei 1940 tot aan diens heropname in het Comité op 26 juli 1940.

### Openbaar Onderwijs
- Marcel Nyns (1887-1972). Vanaf 16 mei 1940. In functie tot 5 september 1944.

### Openbare Werken
- Alexandre Delmer (1879-1974). Vanaf 16 mei 1940 tot hij door de bezetter ontslagen werd op 31 maart 1941.
- A.De Cock, dienstdoend secretaris-generaal voor Openbare Werken van 4 april 1941 tot 14 augustus 1942.
- ir. De Meyer, secretaris-generaal voor Openbare Werken van 28 augustus 1942 tot 5 september 1944.

### Verkeerswezen en Post, Telegraaf en Telefoon
- J. Castiau. In augustus 1940 hersteld in zijn functie en opgenomen in het Comité. Castiau werd vervangen in april 1941.
  - Van Overstraeten was dienstdoend secretaris-generaal vanaf 16 mei 1940 tot aan de heropname van Castiau in het Comité op 3 augustus 1940.
- Gaston Claeys, vanaf 4 april 1941 tot 5 september 1944.

### Volksgezondheid en voedselvoorziening
- Raymond Delhaye. Vanaf 16 mei 1940. Hij bleef in functie tot 24 september 1940. Zijn functie werd, zoals het departement, in augustus-september 1940 verdeeld tussen Binnenlandse Zaken (volksgezondheid) en Landbouw (voedselvoorziening).

## Voorzitters
- Alexandre Delmer, tot 2 september 1940
- Baron Antoine Ernst de Bunswyck, vanaf 3 september 1940 tot 31 januari 1941
- Alexandre Delmer, van  3 februari tot 31 maart 1941
- Oscar Plisnier,  vanaf april 1941 tot aan de bevrijding.